# 克里斯·利亚
克里斯·利亚（Chris Rea,「Rea」發音為 「ree-ə」, 1951年3月4日—），本名：Christopher Anton Rea，是英國搖滾和藍調歌手，詞曲作者和吉他手，獨特沙啞的歌聲和滑音管吉他是他的特徵。 義大利裔英國籍。代表作有2003年的《Driving Home For Christmas》。
父亲从意大利移民到英国，开冰淇淋店，克里斯·利亚1951年出生于英国米德斯堡。利亚有一个非常奇特的锉刀般的嗓音，演唱风格以蓝调见长。1970年代末嶄露头角。1980年代成为欧洲流行音乐著名歌手之一。
利亚業餘的愛好是賽車，擁有一些名貴的跑車。

## 生平

### 早年生活
克里斯托弗·利亚（Christopher Rea）出生於英國約克郡米德爾斯堡，父親是意大利父親卡米洛·利亚（Camillo Rea）（2010年12月去世），和一名愛爾蘭母親Winifred Snee（卒於1983年9月），作為七個孩子之一。他的家人屬於羅馬天主教信徒。利亚的名字得益於他父親的冰淇淋廠和咖啡館連鎖店，在當地廣為人知。十二歲時，他在咖啡廳清理桌子，在工廠做冰淇淋。雖然他想改善業務，但是他的想法沒有得到父親的支持。當時，他想成為一名記者，並就讀於米德爾斯堡的聖瑪麗學院。

### 1970年－1982年：早期職業生涯和《傻瓜（如果您認為這已經結束）》
利亞在21-22歲時購買了他的第一把吉他，1961年霍夫納V3和25瓦Laney放大器，他主要演奏“瓶頸”吉他，也稱為slide guitar</ref>他離開中學階段後，Rea的演奏風格受到他在廣播中聽到的查利·帕頓的啟發。他最初以為帕頓的演奏聽起來像小提琴。Rea也受到瞎眼威利強森和Sose Rosetta Tharpe的影響。

### 1983年－2000年：歐洲的突破與成功，《通往地獄的道路》和《Auberge》
自1983年以來，他的音樂開始更好地反映他的願望和能力。此時，由於前四張專輯的製作成本累積，他受到唱片公司的壓力。為了降低成本，唱片公司接受了他的第五張錄音室專輯“ Water Sign”的演示磁帶。在發現Dudgeon的收入超過了他的收入後，Rea更換了經理人並去了英國俱樂部巡迴演出。之後，他繼續進行了60天的巡迴演出，作為對加拿大樂隊Saga的支持。突然之間，甚至令他的唱片公司感到驚訝，專輯在愛爾蘭和歐洲大受歡迎，在短短幾個月內售出了超過100萬張。從專輯中取出的單曲“我能聽到你的心跳”進入歐洲前20名。專輯《Wired to Earth》（1984）的成功以及隨後的唱片發行人的成功，這是他在英國的首40張專輯，Rea開始關注他的注重在歐洲大陸巡迴演出，並建立了重要的粉絲群。他特別在德國流行起來，並認為這個觀眾挽救了他的職業生涯，因為沒有“以圖像為主導的市場”，而只有《通過音樂和口口相傳》。直到1985年，銷量達百萬的“Shamrock Diaries”和歌曲“Stainsby Girls”（向女孩們致敬，包括他的妻子），他從附近的Stainsby中學中學得知米德爾斯堡和《Josephine》（向他的女兒致敬），英國觀眾開始注意到他。
他的後續專輯也賣出了百萬張唱片《在沙灘上》（1986年）和《與陌生人共舞》（1987年），包括首張英國前20首單曲Let's Dance第12名，和後者在邁克爾·傑克遜的“ Bad”之後排在英國專輯榜第二位。直到1987年，他可以償還唱片公司累積的320,000英鎊債務，並開始獲得可觀的收入。在1986年，他與手鐲和The Fountainhead在斯莱恩城堡音樂會吸引了80,000位觀眾。1987年的《與陌生人共舞》巡迴演出看到Rea搶購了體育場規模的場地這是世界上第一次，包括Wembley Arena兩次，以及在日本舉行音樂會。1987年春季，他進行了巡迴演出第一次是澳大利亞。利亞的美國唱片公司Tamla Motown曾告訴他，「（他）應該在那裡逗留並遊覽3年。」為了尊重他的家人，他沒有這樣做。他評論說，當時他意識到「如果我準備參加巡迴演出，我可以隨心所欲。」
他的下一張專輯是他的第一張專輯《New Light Through Old Windows》（1988年）；在英國排名第五，又是一百万賣家。專輯包括他一些圖表單曲的重製。其中一些在美國很成功，例如新歌“ Working On It”在Billboard Hot 100上排名第73位。並在“主流搖滾”排行榜上名列前茅。重新錄製的《在海灘上》（1988年）的唱片排名前十在成人當代圖表上。

### 2000年－2005年：胰腺癌，然後重返藍調
克里斯·利亞於2000年被診斷出患有胰腺癌，並接受了威普手術。導致胰頭和部分胰頭的切除十二指腸，膽管和膽囊。由於利亞患有糖尿病和免疫系統較弱的問題，因此每天需要服用三十四顆藥丸和注射七次疫苗。他接受了多次後續手術。不過，他發現自己對生活有了更大的欣賞，他的家人和他喜歡的事物。
他在接受采訪時說：「直到您病重，險些喪命，在家呆了六個月之後，您突然停下來，意識到這並不是我原本打算的方式。您所做的一切都會消失，您開始想知道為什麼要經歷所有如此艱難的生意。“ 利亞答應了自己，如果他康復了，他會重拾藍調，他創立了唱片公司Jazzee Blue，將自己從當時公司的期望中解放出來。」該標籤下的第一張專輯“《沿著石質之路跳舞》（2002年）達到第14名，並獲得BPI的金獎。他希望唱片公司成為這種音樂風格的“音樂家來這裡並錄製唱片的地方”。 Jazzee Blue發行了幾張布魯斯和爵士專輯，主要是由當時的樂隊成員創作的。當邁克爾·帕金森（Michael Parkinson）對音樂行業感到失望時支持他進行“在石路上跳舞”的人告訴他，歌曲超過三分鐘不再在廣播中播放。
利亞在2003年發行了“Blue Street (Five Guitars)"和“Hofner Blue Notes”，隨後在2004年發行了“The Blue Jukebox”。在2005年發行了"Blue Guitars”，一盒11張CD的盒裝，其中包含137首藍調靈感的曲目，其中包含Rea的畫作。利亞說： 「我從來都不是搖滾明星或流行歌手，所有的疾病都是我有機會做我一直想做的音樂......我的音樂最好的改變就是專注於我真正感興趣的東西。」

### 2006年至今：藍調專輯和巡演的延續
2008年2月，Rea發行了專用於1960年代Hofner吉他的“ The Fabulous Hofner Bluenotes”，三張CD上有38首曲目和兩張10英寸黑膠唱片-黑膠複製了唱片集的第一張CD中包含曲目。唱片集還包括他的畫作的精裝書和時期照片。《Ne4Me》專輯發行後進行了歐洲巡迴演出。參觀了英國各地的各個場所，包括倫敦的Royal Albert Hall。
Rea於2009年10月發行了彙編 Still So Far to Go]，其中收錄了他過去30年中最著名的唱片。以及他的“布魯斯”時期的歌曲。包括兩首新歌，“來得很遠，還很遠”和民謠“華倫天奴”。 Saga專輯達到第8名，並獲得BPI的金獎。 Rea於2010年1月開始了歐洲巡迴演出，名為“ Still So Far to Go”。他在舞台上的特別嘉賓是愛爾蘭音樂家Paul Casey。巡迴演出於4月5日在貝爾法斯特的水濱大廳結束。
2011年9月，發行了“ Santo Spirito Blues”盒裝。唱片集包含一張Rea編寫和導演的DVD上的兩部長篇電影，以及三張附帶的CD-其中兩張以DVD的音樂為特色，第三張為相關工作室專輯的精裝本。此版本發布後不久，Rea在10月和11月進行了兩次外科手術。 2012年2月3日，聖精神之旅在德國漢堡的漢堡會議中心開始，並另外訪問了波蘭、俄羅斯、烏克蘭、匈牙利、瑞士、荷蘭、比利時和法國。巡演的英國部分於3月中旬開始，並於4月5日在倫敦Hammersmith Apollo結束。
Rea於2014年11月開始了歐洲巡迴演出，名為“最後的開放之路之旅”，英國的巡演將於12月1日在曼徹斯特開始，於12月20日在倫敦結束。 他還參加了2014年蒙特勒爵士音樂節。 
Rea在2016年中風，講話口齒不清，手臂和手指的動作減少。此後不久，他戒菸以阻止進一步的中風，並恢復了足夠的身體來進行記錄和遊覽。 2017年9月，他發行了第二十四張專輯“ 情人之路之歌”，並於10月開始歐洲巡迴演出直到十二月。 12月9日，雷阿在一場牛津新劇院，巡迴演唱會第35場。他被送往病情穩定的醫院。此健康問題導致巡迴演唱會的最後兩場演唱會被取消
Rhino於2019年10月18日發行了Chris Rea最成功的五張專輯《Shamrock Diaries》的2CD豪華版，“在海灘上”，“與陌生人共舞”，“地獄之路”，和“ Auberge”，包含混音，稀有和以前未發行的實時曲目，單個編輯和擴展版本。在發行豪華版之前，於2019年10月4日發行了限量專輯（1LP + 1CD），名為``One Fine Day，只有1000冊，每張都包含一些於1980年未發行，稀有和原始記錄的作品。

## 外部連結
- Official site （页面存档备份，存于）
- Chris Rea在互联网电影资料库（IMDb）上的資料（英文）